# Касарес, Уго
Уго Фидель Касарес Линарес (исп. Hugo Fidel Cázares Linares; род. 24 марта 1978, Лос-Мочис, Мексика) — мексиканский боксёр-профессионал левша, выступавший во втором наилегчайшем весе. Являлся бывшим чемпионом мира по версии WBA во втором наилегчайшем весе, линейным чемпионом в первой наилегчайшей (Light Flyweight) по версии WBO. 
Его рекорд - 35-7-2 (23 нокаута).

## Первый наилегчайший вес
30 апреля 2005 года Касарес выиграл титул WBO и вакантный титул линейного чемпиона в первом наилегчайшем весе, победив действующего чемпиона WBO Нельсона Дьеппа. Касарес дважды защищал титул в 2005 году, против бывшего чемпиона Алекса Санчеса и Кайхона Сора Ворапина. В 2006 году он дважды защищал титул против Доминго Гильена и в матче-реванше с Дьеппой. В 2006 году он в пятый раз успешно защитил свой титул против Вильфридо Вальдеса.
В своем следующем поединке Касарес проиграл титул WBO в первом наилегчайшем весе раздельным решением судей Ивану Кальдерону на родной территории Кальдерона в Пуэрто-Рико. Затем Касарес победил бывшего чемпиона Кермина Гуардиа, а затем встретился с Кальдероном в матче-реванше. Касарес проиграл матч-реванш техническим решением судей в 7-м раунде после того, как Кальдерон получил рассечение из-за случайного столкновения голов. 

## Второй наилегчайший вес
Затем Касарес поднялся на две весовые категории и одержал три победы подряд, включая победу над бывшим чемпионом Роберто Васкесом. 30 сентября 2009 года Касарес встретился с чемпионом WBA во втором наилегчайшем весе Нобуо Наширо. Поединок завершился ничьей в 12 раундах. Они встретились в матче-реванше, на этот раз Касарес победил Наширо единогласным решением судей, завоевав титул WBA во втором наилегчайшем весе. Касарес трижды успешно защитил свой титул в 2010 году, победив Эверардо Моралеса, Альберто Росселя и Хироюки Хисатака.

### Бой с Карлом Фрэмптоном
После поражения Уго в поединке с Томонобу Симидзу, он одержал пять побед подряд над Аднаном Гарсией, Даниэлем Диасом, Рей Пересом, Габриэлем Альтарехосом и Хулио Сезаром Мирандой. 
4 апреля 2014 года в Белфасте состоялся бой между британским боксёром Карлом Фрэмптоном и Касаресом. Победу в этом поединке одержал британский боксёр, нокаутировав своего соперника уже во втором раунде. 